# 악사라이주

악사라이주의 위치

악사라이주(튀르키예어: Aksaray ili)는 튀르키예 중부에 위치한 주로, 중앙아나톨리아 지역에 속한다. 주도는 악사라이이며 면적은 7,626km2, 인구는 425,612명(2006년 기준), 자동차 번호는 68번, 시외전화 지역번호는 0382번이다. 서쪽과 남쪽으로는 코니아주, 남동쪽으로는 니데주, 동쪽으로는 네브셰히르주, 북쪽으로는 키르셰히르주와 접하며 7개 군을 관할한다.